# Општина Нокрик (Сибињ)
Нокрик (рум. Nocrich) општина је у Румунији у округу Сибињ.
Oпштина се налази на надморској висини од 445 m.